# Chris Sande
Chris Sande, född den 10 februari 1964, är en kenyansk boxare som tog OS-brons i mellanviktsboxning 1988 i Seoul. Östtyske Henry Maske besegrade Sande i semifinalen. 1989 övergick han till en proffskarriär.